# Robert Langdon
Robert Langdon (ur. 22 czerwca 1969 w Exeter) – postać fikcyjna, główny bohater powieści Dana Browna: Anioły i demony, Kod Leonarda da Vinci, Zaginiony symbol, Inferno oraz Początek.
Jest historykiem, profesorem Uniwersytetu Harvarda, specjalistą w dziedzinie ikonografii. Interesuje się symbolami i właśnie dzięki znajomości tego tematu zostaje wplątany w zagadkowe sytuacje. Cierpi na klaustrofobię, związaną z dramatycznym przeżyciem z dzieciństwa, kiedy to przez kilka godzin przebywał w studni nie widząc możliwości ratunku.
Robert Langdon jest dobrze umięśniony, przystojny jak na swój wiek, ma ponad sto osiemdziesiąt centymetrów wzrostu i jest wyśmienitym pływakiem (ps. Delfin). Według koleżanek z pracy jest typem „pociągającego profesora”. Ostry i wymagający wykładowca, lecz jednocześnie człowiek, który doskonale umie się bawić i zainteresować swoim wykładem. Nie rozstaje się ze swoją tweedową marynarką, a także zegarkiem z dzieciństwa, który ma na cyferblacie wizerunek Myszki Miki. Zegarek ten ma przypominać by się nie spieszyć i nie brać życia na poważnie, jest często wykpiwany przez ludzi.

## Adaptacje filmowe
Ron Howard nakręcił trzy filmy na podstawie powieści Dana Browna. We wszystkich filmach główną rolę zagrał Tom Hanks.
- Kod da Vinci (2006)
- Anioły i demony (2009)
- Inferno (2016)

## Publikacje
W powieściach Dana Browna można się dowiedzieć, że Langdon jest autorem kilku książek, są to:
- Symbolika Tajnych Sekt (The Symbology of Secret Sects)
- Sztuka Iluminatów – część 1 (Art of Illuminati)
- Zaginiony język ideogramów (The Lost Language of Ideograms)
- Ikonologia religijna (Religious Iconology)
- Symbole Świętej Kobiecości (Symbols of the Lost Sacred Feminine)
- Symbole chrześcijańskie w świecie muzułmańskim (Christian Symbols in the Muslim World)